# Итери
Итери — папуасский язык арайской группы, на котором говорят в провинции Сандаун в Папуа — Новой Гвинее. Является вымирающим языком, так как имеет всего 475 носителей (перепись 2003 года).
Язык итери родственен языкам накви, бо, ама, нима и оиига.
Альтернативные названия языка: аловиемино, ларо, ие, йинибу и роки-пик (некоторые считают что роки-пик/йинибу это отдельный язык, но было проведено недостаточно исследований диалектного континуума арайских языков).
Многие носители языка владеют только итери, однако, немало людей знают также язык ама.